# Anastasia Guzhenkova
Anastasia Guzhenkova (née le 16 août 1997 à Togliatti) est une nageuse russe, spécialisée dans la nage libre.

## Biographie
Lors des Championnats d'Europe de natation 2018 à Glasgow, elle arrive 3e du 200 m nage libre derrière la Française Charlotte Bonnet et la Néerlandaise Femke Heemskerk.

## Palmarès

### Championnats d'Europe
- Championnats d'Europe de natation 2018 à Glasgow ( Royaume-Uni) :
  -  médaille de bronze du 200 m nage libre
  -  médaille d'argent 4 × 200 m nage libre
  -  médaille d'argent 4 × 200 m nage libre mixte

### Universiades
- Universiade d'été de 2017 à Taipei ( Taïwan) :
  -  médaille d'or du 4 x 200 m nage libre
  -  médaille d'argent du 4 x 100 m nage libre